# عفريتة هانم (فلم)
عفريتة هانم هو فيلم رومانسي موسيقي كوميدي مصري عرض عام 1949، من تأليف أبو السعود الإبياري، وإخراج هنري بركات وبطولة فريد الأطرش وسامية جمال وإسماعيل ياسين وعبد السلام النابلسي ولولا صدقي.

## قصة الفيلم
تدور أحداث الفيلم حول عصفور مطرب شاب يحب «عليه» ابنة صاحب الملهى الذي يعمل به وهي راقصة في نفس الآن ولكن عليه وأبيها يستنكران فقره ولا تقبل بحبه بينما تميل إلى «ميمى بك» الشاب الثري، يحدث أن يظهر لعصفور رجل عجوز يبلغه بأن السعادة ليست في المال ولكن عصفور يسخر منه ويريد العجوز إثبات كلامه لعصفور فيقوده إلى مغارة بعيدة يعثر فيها عصفور على مصباح سحري يلمسه لتخرج منه عفريته هانم وتخبره أنه حبها القديم. تبدأ عفريته في تحقيق كل رغبات عصفور فتهبه قصرًا وتياترو وكل ما يريد. إلا أنه يحاول تسخير العفريتة في أن ينال عليه حبه الأول وتسخر منه عفريته بأن تحيل له النقود أوراق كوتشينه ثم تفسد عليه حفل زواجه من عليه فيثور عليها ويقذف بالمصباح من نافذة القصر ليختفي كل شيء وهبته إياه العفريتة. يقنعه صديقه «بقو» أن العمل هو الذي سيحقق له ما يريد فيبدأ بالعمل فعلاً ولكنه لا يجد راقصة فتهبه العفريتة «سمسمه» الراقصة الذي يطرها حين تحاول التفرقة بينه وبين «عليه»، إلا أنه حين يفقدها يندم على ذلك ويكشف أن عليه تخدعه بينما قلبها مع أموال ميمى بك فيقتنع بأن يقدم أوبريتًا غنائيًا يضع فيه كل موهبته وفي ليلة الافتتاح تعود «سمسمه» لتشاركه النجاح ويلتقيان من جديد ليتزوجها في النهاية.

## فريق العمل
- إخراج: هنري بركات
- تأليف:
  - أبو السعود الأبياري (قصة وحوار)
  - هنري بركات (سيناريو)
- إنتاج: أفلام فريد الأطرش

### بطولة
| - فريد الأطرش - سامية جمال - إسماعيل ياسين | - عبد السلام النابلسي - لولا صدقي - إستفان روستي | - زينات صدقي - زكي إبراهيم |

## أغاني الفيلم
- من ألحان فريد الأطرش
  - أوبريت الانس والجن - كلمات: أحمد رامي
  - أوبريت الربيع - كلمات: مأمون الشناوي
  - حفضل احبك - كلمات: مأمون الشناوي
  - يا حبيبي طال غيابك - كلمات: مأمون الشناوي
  - يا حبيبي ياللي جنبي - كلمات: أحمد رامي

## روابط خارجية
- مقالات تستعمل روابط فنية بلا صلة مع ويكي بيانات